# Glossotrophia alfierii
Glossotrophia alfierii är en fjärilsart som beskrevs av Edward P. Wiltshire 1949. Glossotrophia alfierii ingår i släktet Glossotrophia och familjen mätare. Inga underarter finns listade i Catalogue of Life.